# جورجيو جاكسون
جورجيو جاكسون (بالإسبانية: Giorgio Jackson)‏ هو سياسي تشيلي، ولد في 6 فبراير 1987 في فينيا ديل مار في تشيلي. انتخب عضو مجلس النواب من شيلي عن دائرة District 10 ‏ وقد انضم خلال فترته النيابية ‏ (11 مارس 2018 – )  للكتلة البرلمانية Broad Front (Chilean political coalition) ‏ وانتخب عضو مجلس النواب من شيلي خلال فترته النيابية ‏ (11 مارس 2014 – 11 مارس 2018).